# Cruz de Lorena
La Cruz de Lorena, también conocida como Cruz de Anjou, figuraba en la simbología de los duques de Anjou, conocidos como duques de Lorena a partir de 1431. René II de Lorena (1409-1480) fue el primero en incorporar la cruz de Lorena como símbolo del ducado durante la batalla de Nancy, en oposición a la cruz de Borgoña. 
Su origen se halla en la cruz patriarcal ortodoxa utilizada en el Imperio bizantino, la cual comenzaría a formar parte de muchos escudos heráldicos europeos a partir del siglo XII. Entre los primeros escudos en los que fue representada, se halla el húngaro, cuando fue portada por el rey Béla III (1148-1196) tras haber vivido en Constantinopla. 
El segundo travesaño de la cruz representa el «titulus crucis», que Poncio Pilato hizo poner sobre la cruz de Cristo: IESVS NAZARENVS REX IVDAEORVM, INRI (Jesús de Nazareth, Rey de los judíos).
La cruz se encuentra representada en todos los monumentos históricos de Lorena, particularmente en la ciudad de Nancy, antigua capital del ducado. Se usa en diversos símbolos nacionales y locales:

Escudo de la antigua Hungría
Escudo de Luis I, rey de Hungría y Polonia
Escudo de Jagellón, rey de Polonia
Actual escudo de Hungría
Bandera nacional de Eslovaquia
Actual escudo de Eslovaquia
Escudo de Bielorrusia en 1991-1995
Actual escudo de Lituania
Emblema de la fuerza aérea de Lituania
Escudo del departamento francés de Maine-et-Loire
Escudo de la localidad de Saint-Dié-des-Vosges en Lorena

## Francia Libre

Bandera francesa con la Cruz de Lorena.

Francia Libre adopta la cruz de Lorena en su lucha contra la ocupación alemana gracias al vicealmirante Emile Muselier (1882-1965), quien propone a De Gaulle este emblema como símbolo en oposición a la cruz gamada de la Alemania nazi.
Muselier, que era de origen lorenés, lleva la cruz como símbolo de su 507º Regimiento de carros de combate, que no obstante, varía de colores y ubicación en concordancia con los ejércitos y con las ocasiones en que se utilice; así pues, la marina nacional usa este pabellón en azul, blanco y la cruz en rojo.
El símbolo fue rápidamente adoptado por todos los franceses libres y aparece en innumerables insignias de carácter nacional y militar, como la Orden de la Liberación creada en Brazzaville el 16 de noviembre de 1940, la Medalla de la Resistencia y la Medalla Conmemorativa de los Servicios Voluntarios de Francia Libre establecida en abril de 1946. La cruz de Lorena se halla en los monumentos, sellos y símbolos de la Francia Gaullista.

## Otros usos
La cruz de Lorena ha sido adoptada como símbolo de la Asociación internacional de lucha contra la tuberculosis en 1902.
Usada con una modificación, dentro del Satanismo creado por Antón LaVey
En España la cruz de Lorena se usa en la ofrenda de flores a la virgen del Pilar en Zaragoza cada 12 de octubre. Es de color rojo y se pone encima de un manto de claveles blancos, haciendo el contraste del rojo de la cruz de Lorena también hecha de claveles. Es uno de los acontecimientos más importantes en ofrenda floral. La idea de presentar la cruz de Lorena ante la Virgen del Pilar, fue concebida por un enfermo que se encontraba ingresado en el Sanatorio Antituberculoso de Zaragoza y la primera persona que la portó fue la Reina de las fiestas de Zaragoza en 1960. Actualmente, la ofrece la Asociación de la Cruz de Lorena, que está constituida por los trabajadores y amigos del Hospital Royo Villanova.
También en España se venera la Cruz de Caravaca en Caravaca de la Cruz (Murcia), de idéntica forma de la que aquí se trata.
Esta cruz se emplea asimismo en algunos sistemas globales de reserva de líneas aéreas como símbolo dentro de sus claves de reservas de vuelos.
En el videojuego Empire Earth esta cruz figura en la bandera del ficticio país de Rusia Novaya.
En el videojuego Call of Duty: Black Ops 2 figura la cruz modificada en la cofia de una enfermera en una ambulancia de Panamá en 1989.
Esta cruz es el símbolo con el cual se identifica el partido político de ultraderecha "Fuego del Norte" de la película "V de Vendetta".
En el sistema de software Sabre, utilizado para gestiones de turismo, el carácter que representa a la Cruz de Lorena sirve para ligar varios comandos en una sola entrada.
En los libros medievales de peregrinación indicaba el lugar donde se obtenía indulgencia plenaria, en tanto que la cruz latina se usaba para la indulgencia parcial.